# Giulio Donati
Giulio Donati (ur. 5 lutego 1990 w Pietrasancie) – włoski piłkarz grający na pozycji prawego obrońcy.

## Życiorys

### Kariera klubowa
Pierwsze kroki w futbolu stawiał w AS Lucchese. W lipcu 2008 został pozyskany przez Inter Mediolan, gdzie występował w drużynie Primavery. Na początku sezonu 2009/10 został powołany do kadry pierwszego zespołu na mecze towarzyskie. 16 grudnia 2009 zadebiutował w meczu Pucharu Włoch z AS Livorno Calcio. 25 czerwca 2010 został wypożyczony do US Lecce. Następnie wypożyczony był do klubów: Padova i ASD US Grosseto.
21 czerwca 2013 został zawodnikiem niemieckiego klubu Bayer 04 Leverkusen. W latach 2016–2019 występował w 1. FSV Mainz 05.
16 grudnia 2019 podpisał kontrakt z włoskim klubem US Lecce, umowa do 30 czerwca 2020.  